# Władysław Jerzy Rozwadowski
Władysław Jerzy Rozwadowski herbu Rogala (ur. 31 marca 1897, zm. 10 lutego 1955 w Warszawie) – podpułkownik dyplomowany artylerii Wojska Polskiego, kawaler Orderu Virtuti Militari.

## Życiorys
Urodził się 31 marca 1897. Po odzyskaniu przez Polskę niepodległości został przyjęty do Wojska Polskiego. W wojnie 1918–1920 walczył w szeregach 13 Kresowego pułku artylerii polowej, a za swoje czyny otrzymał Order Virtuti Militari. Został awansowany do stopnia kapitana artylerii ze starszeństwem z dniem 1 czerwca 1919. Jako oficer nadetatowy 1 dywizjonu artylerii konnej w 1923 był przydzielony do Dowództwa Okręgu Korpusu Nr I, gdzie służył w Szefostwie Artylerii i Służby Uzbrojenia. 2 listopada 1923 został przydzielony z DOK I do 1 dak z jednoczesnym odkomenderowaniem na jednoroczny kurs doszkolenia w Wyższej Szkole Wojennej w Warszawie. 15 października 1924, po ukończeniu kursu i otrzymaniu dyplomu naukowego oficera Sztabu Generalnego, został przydzielony do Oddziału III Sztabu Generalnego. W latach 1928–1932 pełnił służbę w Szkole Gazowej w Warszawie. W tym czasie został awansowany do stopnia majora artylerii ze starszeństwem z dniem 1 stycznia 1929. Z dniem 2 kwietnia 1932 został przydzielony na II pięciomiesięczny kurs doskonalający oficerów artylerii w Szkole Strzelania Artylerii w Toruniu. W tym samym roku, po ukończeniu kursu, został przeniesiony do 28 pułku artylerii lekkiej w Zajezierzu na stanowisko dowódcy dywizjonu. W kwietniu 1933 został przeniesiony do 9 pułku artylerii ciężkiej we Włodawie na stanowisko dowódcy dywizjonu. Na stopień podpułkownika został mianowany ze starszeństwem z 19 marca 1938 i 7. lokatą w korpusie oficerów artylerii. W marcu 1939 roku pełnił służbę w Dowództwie Okręgu Korpusu Nr X w Przemyślu na stanowisku kierownika Samodzielnego Referatu Ogólnego. W tym samym roku został przydzielony do 18 Dywizji Piechoty w Łomży na stanowisko szefa sztabu.
W czasie kampanii wrześniowej dostał się do niemieckiej niewoli. Przebywał w Oflagu II B Arnswalde. Zmarł 10 lutego 1955 i został pochowany na cmentarzu Powązkowskim (kwatera 231-5-26).

## Ordery i odznaczenia
- Krzyż Srebrny Orderu Wojennego Virtuti Militari
- Krzyż Walecznych – czterokrotnie[2]
- Złoty Krzyż Zasługi (1937)[22]
- Medal Międzyaliancki